# Hrvatski nogometni kup 2004/05
Der Hrvatski nogometni kup 2004/05 war der 14. Wettbewerb um den kroatischen Fußballpokal nach der Loslösung des kroatischen Fußballverbandes aus dem jugoslawischen Fußballverband.
HNK Rijeka setzte sich in zwei Finalspielen gegen Hajduk Split durch. Es war Rijekas erster Pokalsieg im unabhängigen Kroatien und der dritte insgesamt.

## Modus
Ab dem Viertelfinale einschließlich des Finales wurden jeweils Hin- und Rückspiele ausgetragen. Bei gleicher Anzahl an Toren aus beiden Spielen kam die Mannschaft weiter, die auswärts mehr Tore erzielt hatte. Herrschte auch hier Gleichstand, wurde ein Elfmeterschießen zur Ermittlung des Siegers ausgetragen.

## Teilnehmer
An der Vorrunde
- 21 Sieger des Bezirkspokals
- 11 Finalisten des Bezirkspokals aus den Fußballverbänden mit der größten Anzahl registrierter Fußballclubs

| Bezirk              | Sieger                           | Finalist                   |
| ------------------- | -------------------------------- | -------------------------- |
| Bjelovar-Bilogora   | NK Bjelovar                      | NK Brestovac               |
| Brod-Posavina       | NK Tomislav-PAN Donji Andrijevci | NK Budainka Slavonski Brod |
| Dubrovnik-Neretva   | NK GOŠK Dubrovnik                |                            |
| Istrien             | NK Vodnjan                       | NK Rudar Labin             |
| Karlovac            | NK Karlovac                      |                            |
| Koprivnica-Križevci | NK Koprivnica                    | NK Podravac Virje          |
| Krapina-Zagorje     | NK Tondach Bedekovčina           |                            |
| Lika-Senj           | NK Nehaj Senj                    |                            |
| Međimurje           | Međimurje Čakovec                | NK Nedelišće               |
| Osijek-Baranja      | NK Darda                         | NK Metalac Osijek          |
| Požega-Slawonien    | NK Slavonija Požega              |                            |

| Bezirk               | Sieger                    | Finalist              |
| -------------------- | ------------------------- | --------------------- |
| Primorje-Gorski      | NK Crikvenica             |                       |
| Sisak-Moslavina      | HNŠK Moslavina Kutina     | NK Naftaš Ivanić Grad |
| Split-Dalmatien      | NK Junak Sinj             |                       |
| Šibenik-Knin         | NK Vodice                 |                       |
| Varaždin             | NK Sloboda Varaždin       | NK Ivančica Ivanec    |
| Virovitica-Podravina | NK TVIN Virovitica        |                       |
| Vukovar-Syrmien      | NK Sladorana Županja      | NK Sinđelić Trpinja   |
| Zadar                | NK Pag                    |                       |
| Stadt Zagreb         | NK Trnje Zagreb           | NK Rudeš              |
| Zagreb               | NK Vinogradar Lokošin Dol | NK Strmec Bedenica    |

Am Sechzehntelfinale
- Die 16 punktbesten Vereine der Fünfjahres-Pokalwertung. (63 Punkte für den Pokalsieger, 31 für den unterlegenen Finalisten, 15 für die Halbfinalisten, 7 für die Viertelfinalisten, 3 für die Achtelfinalisten und 1 Punkt für die Sechzehntelfinalisten.)

| - 1. Hajduk Split (179) - 2. Dinamo Zagreb (161) - 3. NK Osijek (107) - 4. NK Varteks Varaždin (67) | - 5. Cibalia Vinkovci (57) - 6. NK Zagreb (45) - 7. NK Pula 1856 (32) - 8. NK Slaven Belupo (29) | - 09. NK Kamen Ingrad Velika (25) - 10. NK Pomorac Kostrena (22) - 11. HNK Rijeka (19) - 12. NK Hrvatski dragovoljac (17) | - 13. Inter Zaprešić (15) - 14. HNK Šibenik (15) - 15. NK Belišće (15) - 16. NK Zadar (13) |

## Ergebnisse

### Vorrunde
Die Spiele fanden am 27. September 2004 statt.
|                                  | Ergebnis |                            |
| -------------------------------- | -------- | -------------------------- |
| Međimurje Čakovec                | 3:0      | HNŠK Moslavina Kutina      |
| NK Tomislav-PAN Donji Andrijevci | 2:1      | NK Vodnjan                 |
| NK Darda                         | 1:3      | NK Nehaj Senj              |
| NK Brestovac                     | 0:8      | NK Trnje Zagreb            |
| NK Slavonija Požega              | 1:3      | NK Rudar Labin             |
| NK Sladorana Županja             | 1:0      | NK Vodice                  |
| NK TVIN Virovitica               | 0:8      | NK Karlovac                |
| NK Junak Sinj                    | 2:3      | NK Vinogradar Lokošin Dol  |
| NK Tondach Bedekovčina           | 2:1      | NK Nedelišće               |
| NK Sloboda Varaždin              | 4:1      | NK Pag                     |
| NK Ivančica Ivanec               | 1:5      | NK Podravac Virje          |
| NK Koprivnica                    | 3:1      | NK Naftaš Ivanić Grad      |
| NK Rudeš                         | 2:0      | NK Strmec Bedenica         |
| NK Sinđelić Trpinja              | 2:5      | NK Budainka Slavonski Brod |
| NK Metalac Osijek                | 1:2      | NK Bjelovar                |
| NK Crikvenica                    | 1:0      | NK GOŠK Dubrovnik          |

### Sechzehntelfinale
Die Spiele fanden am 21. September 2004 statt.
|                                  | Ergebnis              |                         |
| -------------------------------- | --------------------- | ----------------------- |
| NK Tondach Bedekovčina           | 0:1                   | NK Osijek               |
| NK Rudar Labin                   | 1:6                   | NK Pula 1856            |
| NK Podravac Virje                | 0:2                   | NK Slaven Belupo        |
| NK Sladorana Županja             | 0:4                   | Dinamo Zagreb           |
| NK Vinogradar Lokošin Dol        | 2:4 n. V.             | Hajduk Split            |
| NK Tomislav-PAN Donji Andrijevci | 1:6                   | NK Varteks Varaždin     |
| NK Trnje Zagreb                  | 1:2                   | NK Zagreb               |
| NK Budainka Slavonski Brod       | 1:0                   | Cibalia Vinkovci        |
| NK Crikvenica                    | 2:0                   | NK Kamen Ingrad Velika  |
| NK Rudeš                         | 1:4                   | HNK Rijeka              |
| NK Karlovac                      | 0:3                   | NK Pomorac Kostrena     |
| Međimurje Čakovec                | 2:2 n. V. (7:6 i. E.) | Inter Zaprešić          |
| NK Sloboda Varaždin              | 2:2 n. V. (7:6 i. E.) | NK Hrvatski dragovoljac |
| NK Koprivnica                    | 1:0                   | NK Zadar                |
| NK Nehaj Senj                    | 2:1 n. V.             | HNK Šibenik             |
| NK Bjelovar                      | 1:2                   | NK Belišće              |

### Achtelfinale
Die Spiele fanden zwischen dem 12. und 27. Oktober 2004 statt.
|                            | Ergebnis |                     |
| -------------------------- | -------- | ------------------- |
| NK Budainka Slavonski Brod | 1:4      | NK Slaven Belupo    |
| NK Koprivnica              | 0:4      | NK Varteks Varaždin |
| NK Pula 1856               | 3:1      | NK Pomorac Kostrena |
| Dinamo Zagreb              | 3:2      | NK Belišće          |
| HNK Rijeka                 | 2:1      | NK Crikvenica       |
| NK Zagreb                  | 3:2      | Međimurje Čakovec   |
| NK Nehaj Senj              | 2:3      | Hajduk Split        |
| NK Osijek                  | 2:0      | NK Sloboda Varaždin |

### Viertelfinale
Die Hinspiele fanden zwischen dem 8. und 15. März 2005 statt, die Rückspiele zwischen dem 15. und 31. März.
|                     | Gesamt    |                  | Hinspiel | Rückspiel |
| ------------------- | --------- | ---------------- | -------- | --------- |
| NK Zagreb           | 1:2       | Hajduk Split     | 1:0      | 0:2       |
| HNK Rijeka          | (a)3:3(a) | NK Slaven Belupo | 1:1      | 2:2       |
| NK Varteks Varaždin | 1:0       | Dinamo Zagreb    | 1:0      | 0:0       |
| NK Osijek           | 1:0       | NK Pula 1856     | 0:0      | 1:0       |

### Halbfinale
Die Hinspiele des Halbfinals fanden am 20. März 2005 statt, die Rückspiele am 27. März.
|              | Gesamt |                     | Hinspiel | Rückspiel |
| ------------ | ------ | ------------------- | -------- | --------- |
| Hajduk Split | 3:2    | NK Osijek           | 2:1      | 1:1       |
| HNK Rijeka   | 6:4    | NK Varteks Varaždin | 3:2      | 3:2       |

### Finale

#### Hinspiel
| HNK Rijeka                                | HNK Rijeka | Hajduk Split | Hajduk Split |
| ----------------------------------------- | --- | --- | ------------ |
| HNK Rijeka                                | \| 11. Mai 2005 in Rijeka (Stadion Kantrida) \| \| Ergebnis: 2:1 (0:1) \| \| Zuschauer: 7.000 \| \| Schiedsrichter: Ivan Novak \| \| Spielbericht \| | \| 11. Mai 2005 in Rijeka (Stadion Kantrida) \| \| Ergebnis: 2:1 (0:1) \| \| Zuschauer: 7.000 \| \| Schiedsrichter: Ivan Novak \| \| Spielbericht \| | Hajduk Split |
| HNK Rijeka                                | Vladimir Radman – Zoran Ivančić, Peter Lérant, Dario Knežević, Igor Novaković (90. Neno Katulić) – Mario Prišč (68. Kristijan Čaval), Dragan Tadić, Siniša Linić (46. Antun Dunković), Jasmin Mujdža – Tomislav Ergec, Dumitru Mitu Cheftrainer: Elvis Scoria | Vladimir Balić – Tonči Žilić, Hrvoje Vejić, Vlatko Đolonga, Dragan Blatnjak – Dario Damjanović (80. Bulend Biščević), Ivan Leko, Danijel Hrman, Almir Turković (67. Peter Šuto) – Tomislav Bušić, Mate Dragičević (69. Pablo Munhoz) Cheftrainer: Igor Štimac | Hajduk Split |
| HNK Rijeka                                | 1:1 Dumitru Mitu (58.) 2:1 Tomislav Ergec (61.) | 0:1 Vlatko Đolonga (23.) | Hajduk Split |
| HNK Rijeka                                | Čaval | Dragičević, Turković, Munhoz | Hajduk Split |
| 11. Mai 2005 in Rijeka (Stadion Kantrida) | | |              |
| Ergebnis: 2:1 (0:1)                       | | |              |
| Zuschauer: 7.000                          | | |              |
| Schiedsrichter: Ivan Novak                | | |              |
| Spielbericht                              | | |              |

#### Rückspiel
| Hajduk Split                           | Hajduk Split | HNK Rijeka | HNK Rijeka |
| -------------------------------------- | --- | --- | ---------- |
| Hajduk Split                           | \| 25. Mai 2005 in Split (Stadion Poljud) \| \| Ergebnis: 0:1 (0:0) \| \| Zuschauer: 20.000 \| \| Schiedsrichter: Marijo Strahonja \| \| Spielbericht \| | \| 25. Mai 2005 in Split (Stadion Poljud) \| \| Ergebnis: 0:1 (0:0) \| \| Zuschauer: 20.000 \| \| Schiedsrichter: Marijo Strahonja \| \| Spielbericht \|                                                                                | HNK Rijeka |
| Hajduk Split                           | Vladimir Balić – Luka Vučko, Hrvoje Vejić, Vlatko Đolonga, Dragan Blatnjak – Dario Damjanović, Ivan Leko, Danijel Hrman (86. Natko Rački), Tomislav Rukavina (61. Mate Dragičević) – Tomislav Bušić (57. Almir Turković), Niko Kranjčar Cheftrainer: Igor Štimac | Vladimir Radman – Zoran Ivančić, Peter Lérant, Dario Knežević, Anton Dunković – Mario Prišč (80. Josip Butić), Dragan Tadić, Siniša Linić (71. Danijel Šarić), Kristijan Čaval – Tomislav Ergec, Dumitru Mitu Cheftrainer: Elvis Scoria | HNK Rijeka |
| Hajduk Split                           | 0:1 Dumitru Mitu (80.) | | HNK Rijeka |
| Hajduk Split                           | Blatnjak | Ivančić, Linić, Mitu, Butić | HNK Rijeka |
| 25. Mai 2005 in Split (Stadion Poljud) | | |            |
| Ergebnis: 0:1 (0:0)                    | | |            |
| Zuschauer: 20.000                      | | |            |
| Schiedsrichter: Marijo Strahonja       | | |            |
| Spielbericht                           | | |            |

## Torschützenliste
| Pl. | Name             | Mannschaft                | Tore |
| --- | ---------------- | ------------------------- | ---- |
| 01. | Tomislav Erceg   | HNK Rijeka                | 7    |
| 02. | Dumitru Mitu     | HNK Rijeka                | 4    |
| 02. | Igor Raić        | NK Trnje Zagreb           | 4    |
| 02. | Asim Šehić       | NK Pula 1856              | 4    |
| 05. | Krešimir Ivančić | NK Crikvenica             | 3    |
| 05. | Stjepan Jukić    | NK Osijek                 | 3    |
| 05. | Tin Lovreković   | NK Vinogradar Lokošin Dol | 3    |
| 05. | Milan Pavličić   | NK Varteks Varaždin       | 3    |
| 05. | Ivica Žuljević   | Međimurje Čakovec         | 3    |